# Excerpta llatina barbari

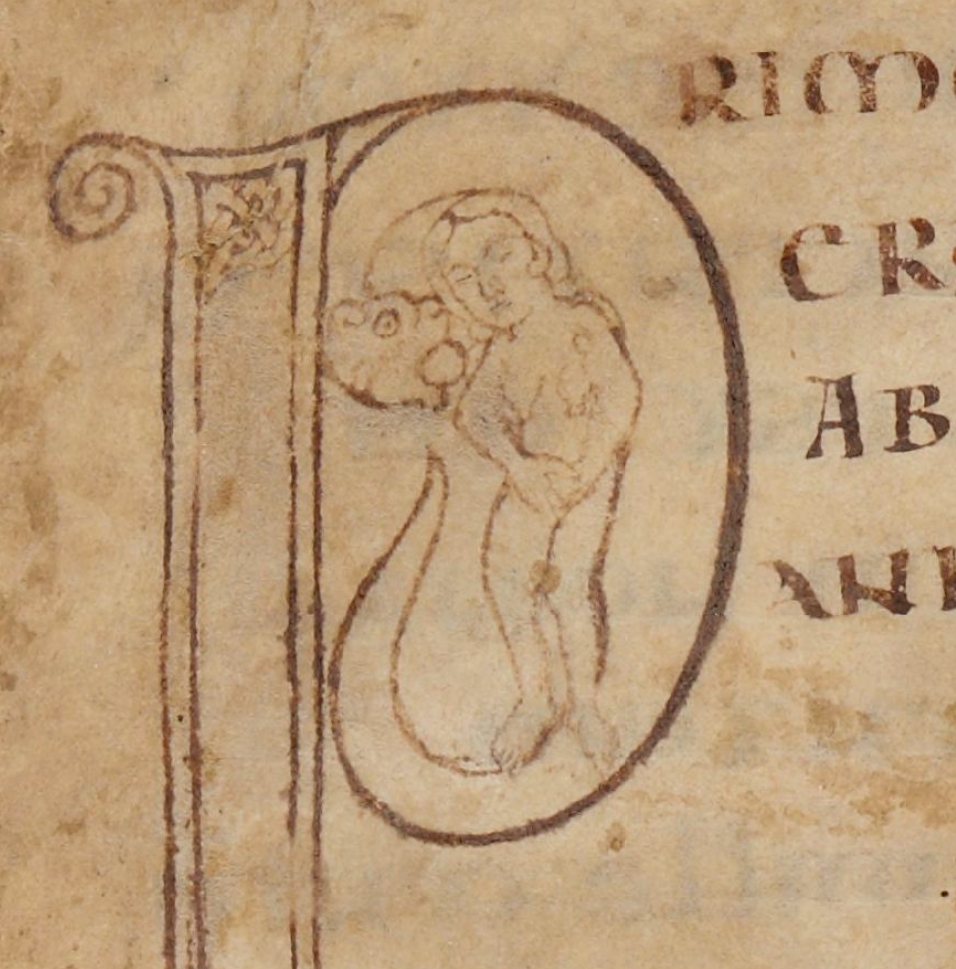
Eva temptada per la serp: lletra historiada de l'inici de lExcerpta Llatina Barbari

L'Excerpta llatina barbari (a voltes simplement Excerpta barbari) és una crònica universal en llatí conservada en un manuscrit de la Biblioteca Nacional de França. El text llatí, escrit per un autor merovingi desconegut de mitjan segle VIII, és una traducció d'un text original grec de la fi de segle V o primeria del VI.

## Descripció
El text d'Excerpta llatina barbari és una traducció llatina d'una crònica grega, variant de la Crònica universal alexandrina composta a Alexandria durant el regnat de l'emperador romà d'Orient Zenó o del seu successor Anastasi I Dicor. Ara es pensa que, pel contingut de la segona part d'aquesta obra, l'autor alexandrí es basà sobretot en la Crònica perduda de Sext Juli Africà. Es desconeix com aquest text arribà al Regne merovingi, però la seua versió llatina es va traduir dos segles i mig després per un autor anònim (c. 750).
L'Excerpta llatina barbari duu aquest títol pels freqüents errors de traducció que evidenciava l'escassa formació de l'autor tant en grec com en llatí. Al costat d'aquests errors, el traductor va introduir modificacions respecte de l'original, en particular vinculant la dinastia merovíngia als reis de Troia, una invenció que també es troba en el Liber Historiae Francorum i en la Crònica de Fredegari.
La crònica té dues seccions: (a) la història del món des de la creació fins a Cleòpatra i (b) una llista de reis o governants des d'Assíria fins als cònsols de Roma (incloent-hi la dinastia ptolemaica, una llista amb "summes sacerdots i reis jueus" i una entrada per als monarques macedonis). Les llistes reials comencen amb la inclusió d'alguns reis mitològics, com ara Menelau, que és considerat un rei històric d'Esparta.
El manuscrit es troba ara a la Biblioteca Nacional de França amb el número de catàleg París. lat. 4884 i és accessible en línia. Aquest manuscrit és còpia de l'original i el van escriure a l'Abadia de Corbie a mitjan segle viii. En dècades posteriors, un bibliotecari escrigué (en minúscula carolina) el títol erroni Cronica Georgii Ambianensis episcopi. Aquest manuscrit, que formà part de la biblioteca de l'humanista francés Claude Dupuy, fou llegat a la Biblioteca Reial pel seu fill Jacques a la seua mort, el 1656. El text fou publicat per primera vegada a Leiden el 1606 per Joseph Juste Scaliger en el seu Thesaurus temporum Eusebii.